# Haiove, Kozelșciîna
Haiove (în ucraineană Гайове) este un sat în comuna Vasîlivka din raionul Kozelșciîna, regiunea Poltava, Ucraina.

## Demografie
Componența lingvistică a localității Haiove
     Ucraineană (100%)
Conform recensământului din 2001, toată populația localității Haiove era vorbitoare de ucraineană (100%).